# لا تروبيكال أميسا بونغو 2023
لا تروبيكال أميسا بونغو 2023 (بالفرنسية: Tropicale Amissa Bongo 2023)‏ هو سباق دراجات هوائية، وهو الموسم السابع عشر من لا تروبيكال أميسا بونغو، وأقيم خلال الفترة من 23 يناير 2023، وحتى 29 يناير 2023 ضمن سباقات طواف أفريقيا للدراجات 2023، وشارك فيه  89 متسابقاً ووصل إلى نهايته  84 متسابقاً.
فاز بالمركز الأول وفي ترتيب النقاط Geoffrey Soupe ‏، وفاز بالمركز الثاني وفي ترتيب النقاط للشباب حمزة عماري ‏، وفاز بالمركز الثالث Christopher Lagane ‏، وفاز في تصنيف الجبال Lennert Teugels ‏، وفاز في ترتيب الفرق ديركت إينرجي.

## الفرق
| فرق برو (3)- بنجوال باوليز ساوكس دبليو بي ‏ - برجس بي إتش 2023 ‏ - TotalEnergies فريق قاري- إي أف إديوكيشن - نيبو تيم ‏ فرق وطنية (10)- فريق الجزائر لركوب الدراجات للرجال ‏ - فريق بنين لسباق الدراجات للرجال‏ - فريق بوركينا فاسو لركوب الدراجات‏ - فريق الكاميرون لركوب الدراجات للرجال‏ - فريق ساحل العاج لركوب الدراجات‏ - فريق إرتريا لركوب الدراجات ‏ - فريق الغابون لركوب الدراجات للرجال‏ - فريق موريشيوس لسباق الدراجات للرجال‏ - فريق المغرب لركوب الدراجات ‏ - فريق رواندا لركوب الدراجات للرجال‏ |  |
| |  |

## المراحل
| قائمة المراحل | قائمة المراحل | قائمة المراحل                | قائمة المراحل | قائمة المراحل | قائمة المراحل | قائمة المراحل           | قائمة المراحل   |
| المرحلة       | التاريخ       | الدورة                       |               | المسافة (كم)  | الارتفاع      | الفائز بالمرحلة         | القائد العام    |
| ------------- | ------------- | ---------------------------- | ------------- | ------------- | ------------- | ----------------------- | --------------- |
| المرحلة 1     | 23 يناير      | بايتام ‏ – أوييم              | مرحلة مستوية  | 122           | 1306 م        | Geoffrey Soupe ‏         | Geoffrey Soupe ‏ |
| المرحلة 2     | 24 يناير      | أوييم – ميتزيك ‏              | مرحلة مستوية  | 109           | 1281 م        | Jason Tesson ‏           | Geoffrey Soupe ‏ |
| المرحلة 3     | 25 يناير      | Lébamba ‏ – مويلا ‏            | مرحلة مستوية  | 123           | 492 م         | Jason Tesson ‏           | Jason Tesson ‏   |
| المرحلة 4     | 26 يناير      | مويلا ‏ – Lambaréné ‏          | مرحلة مستوية  | 190           | 1174 م        | عز الدين اجاب           | Jason Tesson ‏   |
| المرحلة 5     | 27 يناير      | Kango ‏                       | مرحلة مستوية  | 130           | 461 م         | Miguel Ángel Fernández ‏ | Jason Tesson ‏   |
| المرحلة 6     | 28 يناير      | بورت جنتيل – بورت جنتيل      | مرحلة مستوية  | 127           | 450 م         | Karl Patrick Lauk ‏      | Geoffrey Soupe ‏ |
| المرحلة 7     | 29 يناير      | Cap Estérias ‏ – مدينة أويندو | مرحلة مستوية  | 130           | 734 م         | Alexander Salby ‏        | Geoffrey Soupe ‏ |

## النتيجة

### مرحلة 1
هي مرحلة مستوية، أقيمت في 23 يناير 2023، وامتدّت لمسافة 122 كيلومتر. فاز بالمركز الأول، وتصدر ترتيب النقاط والترتيب العام في نهاية المرحلة Geoffrey Soupe ‏، وتصدر ترتيب النقاط للشباب Louis Blouwe ‏، وتصدر ترتيب التسلق Mario Aparicio ‏، وتصدر ترتيب الفرق ديركت إينرجي.
| التصنيف العام | التصنيف العام   | التصنيف العام                 | التصنيف العام | التصنيف العام |
| العداء        | العداء          | الفريق                        | الوقت         |               |
| ------------- | --------------- | ----------------------------- | ------------- | ------------- |
| 1             | Geoffrey Soupe ‏ | TotalEnergies                 |               |               |
| 2             | Louis Blouwe ‏   | بنجوال باوليز ساوكس دبليو بي ‏ |               |               |
| 3             | Antonio Angulo ‏ | برجس بي إتش ‏                  |               |               |
| 4             | Cyril Barthe ‏   | برجس بي إتش ‏                  |               |               |
|               |                 |                               |               |               |
|               |                 |                               |               |               |

### مرحلة 2
هي مرحلة مستوية، أقيمت في 24 يناير 2023، وامتدّت لمسافة 109 كيلومتر. فاز بالمركز الأول Jason Tesson ‏، وتصدر ترتيب النقاط Emilien Jeannière ‏، وتصدر الترتيب العام في نهاية المرحلة Geoffrey Soupe ‏، وتصدر ترتيب النقاط للشباب Louis Blouwe ‏، وتصدر ترتيب التسلق Antonio Angulo ‏، وتصدر ترتيب الفرق ديركت إينرجي.
| التصنيف العام | التصنيف العام      | التصنيف العام | التصنيف العام | التصنيف العام |
| العداء        | العداء             | الفريق        | الوقت         |               |
| ------------- | ------------------ | ------------- | ------------- | ------------- |
| 1             | Geoffrey Soupe ‏    | TotalEnergies |               |               |
| 2             | Jason Tesson ‏      | TotalEnergies |               |               |
| 3             | Cyril Barthe ‏      | برجس بي إتش ‏  |               |               |
| 4             | Emilien Jeannière ‏ | TotalEnergies |               |               |
|               |                    |               |               |               |
|               |                    |               |               |               |

### مرحلة 3
هي مرحلة مستوية، أقيمت في 25 يناير 2023، وامتدّت لمسافة 123 كيلومتر. فاز بالمركز الأول، وتصدر الترتيب العام في نهاية المرحلة وترتيب النقاط Jason Tesson ‏، وتصدر ترتيب التسلق Lennert Teugels ‏، وتصدر ترتيب النقاط للشباب هنوك مولوبرهان ‏، وتصدر ترتيب الفرق ديركت إينرجي.
| التصنيف العام | التصنيف العام   | التصنيف العام                      | التصنيف العام | التصنيف العام |
| العداء        | العداء          | الفريق                             | الوقت         |               |
| ------------- | --------------- | ---------------------------------- | ------------- | ------------- |
| 1             | Jason Tesson ‏   | TotalEnergies                      |               |               |
| 2             | Geoffrey Soupe ‏ | TotalEnergies                      |               |               |
| 3             | Cyril Barthe ‏   | برجس بي إتش ‏                       |               |               |
| 4             | هنوك مولوبرهان ‏ | Green Project-Bardiani CSF-Faizanè |               |               |
|               |                 |                                    |               |               |
|               |                 |                                    |               |               |

### مرحلة 4
هي مرحلة مستوية، أقيمت في 26 يناير 2023، وامتدّت لمسافة 190 كيلومتر. فاز بالمركز الأول عز الدين اجاب، وتصدر ترتيب النقاط للشباب Louis Blouwe ‏، وتصدر ترتيب التسلق Lennert Teugels ‏، وتصدر ترتيب الفرق Eritrean men's national road cycling team 2023 ‏، وتصدر الترتيب العام في نهاية المرحلة وترتيب النقاط Jason Tesson ‏.
| التصنيف العام | التصنيف العام      | التصنيف العام | التصنيف العام | التصنيف العام |
| العداء        | العداء             | الفريق        | الوقت         |               |
| ------------- | ------------------ | ------------- | ------------- | ------------- |
| 1             | Jason Tesson ‏      | TotalEnergies |               |               |
| 2             | Geoffrey Soupe ‏    | TotalEnergies |               |               |
| 3             | Cyril Barthe ‏      | برجس بي إتش ‏  |               |               |
| 4             | Emilien Jeannière ‏ | TotalEnergies |               |               |
|               |                    |               |               |               |
|               |                    |               |               |               |

### مرحلة 5
هي مرحلة مستوية، أقيمت في 27 يناير 2023، وامتدّت لمسافة 130 كيلومتر. فاز بالمركز الأول Miguel Ángel Fernández ‏، وتصدر ترتيب الفرق فريق إرتريا لركوب الدراجات ‏، وتصدر الترتيب العام في نهاية المرحلة وترتيب النقاط Jason Tesson ‏، وتصدر ترتيب النقاط للشباب هنوك مولوبرهان ‏، وتصدر ترتيب التسلق Lennert Teugels ‏.
| التصنيف العام | التصنيف العام   | التصنيف العام                      | التصنيف العام | التصنيف العام |
| العداء        | العداء          | الفريق                             | الوقت         |               |
| ------------- | --------------- | ---------------------------------- | ------------- | ------------- |
| 1             | Jason Tesson ‏   | TotalEnergies                      |               |               |
| 2             | Geoffrey Soupe ‏ | TotalEnergies                      |               |               |
| 3             | هنوك مولوبرهان ‏ | Green Project-Bardiani CSF-Faizanè |               |               |
| 4             | Cyril Barthe ‏   | برجس بي إتش ‏                       |               |               |
|               |                 |                                    |               |               |
|               |                 |                                    |               |               |

### مرحلة 6
هي مرحلة مستوية، أقيمت في 28 يناير 2023، وامتدّت لمسافة 127 كيلومتر. فاز بالمركز الأول Karl Patrick Lauk ‏، وتصدر الترتيب العام في نهاية المرحلة وترتيب النقاط Geoffrey Soupe ‏، وتصدر ترتيب التسلق Lennert Teugels ‏، وتصدر ترتيب النقاط للشباب حمزة عماري ‏، وتصدر ترتيب الفرق ديركت إينرجي.
| التصنيف العام | التصنيف العام       | التصنيف العام          | التصنيف العام | التصنيف العام |
| العداء        | العداء              | الفريق                 | الوقت         |               |
| ------------- | ------------------- | ---------------------- | ------------- | ------------- |
| 1             | Geoffrey Soupe ‏     | TotalEnergies          |               |               |
| 2             | حمزة عماري ‏         | Mouloudia Club Algiers |               |               |
| 3             | Christopher Lagane ‏ |                        |               |               |
| 4             | ناتنايل بيرهانه     |                        |               |               |
|               |                     |                        |               |               |
|               |                     |                        |               |               |

### مرحلة 7
هي مرحلة مستوية، أقيمت في 29 يناير 2023، وامتدّت لمسافة 130 كيلومتر. فاز بالمركز الأول Alexander Salby ‏، وتصدر الترتيب العام في نهاية المرحلة وترتيب النقاط Geoffrey Soupe ‏، وتصدر ترتيب التسلق Lennert Teugels ‏، وتصدر ترتيب النقاط للشباب حمزة عماري ‏، وتصدر ترتيب الفرق ديركت إينرجي.

## التصنيف العام النهائي
| التصنيف العام         | التصنيف العام       | التصنيف العام                        | التصنيف العام  | التصنيف العام |
| العداء                | العداء              | الفريق                               | الوقت          |               |
| --------------------- | ------------------- | ------------------------------------ | -------------- | ------------- |
| 1                     | Geoffrey Soupe ‏     | TotalEnergies                        | 20 س 18 د 16 ث |               |
| 2                     | حمزة عماري ‏         | فريق الجزائر لركوب الدراجات للرجال ‏  | + 29 ث         |               |
| 3                     | Christopher Lagane ‏ | فريق موريشيوس لسباق الدراجات للرجال ‏ | + 34 ث         |               |
| 4                     | ناتنايل بيرهانه     |                                      | + 36 ث         |               |
| 5                     | Dawit Yemane ‏       | إريتريا ‏                             | + 38 ث         |               |
| 6                     | Paul Ourselin ‏      | TotalEnergies                        | + 39 ث         |               |
| 7                     | ألكسيس غيران        | بنجوال باوليز ساوكس دبليو بي ‏        | + 50 ث         |               |
| 8                     | Clément Alleno ‏     | برجس بي إتش ‏                         | + 55 ث         |               |
| 9                     | Karl Patrick Lauk ‏  | بنجوال باوليز ساوكس دبليو بي ‏        | + 1 د 18 ث     |               |
| 10                    | Jason Tesson ‏       | TotalEnergies                        | + 1 د 39 ث     |               |
|                       |                     |                                      |                |               |
| مصدر: ProCyclingStats |                     |                                      |                |               |

### تصنيف النقاط
| تصنيف النقاط          | تصنيف النقاط       | تصنيف النقاط                        | تصنيف النقاط | تصنيف النقاط |
| العداء                | العداء             | الفريق                              | النقاط       |              |
| --------------------- | ------------------ | ----------------------------------- | ------------ | ------------ |
| 1                     | Geoffrey Soupe ‏    | TotalEnergies                       | 138 نقطة     |              |
| 2                     | Jason Tesson ‏      | TotalEnergies                       | 112 نقطة     |              |
| 3                     | هنوك مولوبرهان ‏    | Green Project-Bardiani CSF-Faizanè  | 105 نقطة     |              |
| 4                     | حمزة عماري ‏        | فريق الجزائر لركوب الدراجات للرجال ‏ | 95 نقطة      |              |
| 5                     | Emilien Jeannière ‏ | TotalEnergies                       | 95 نقطة      |              |
| 6                     | Youssef Bdadou ‏    | المغرب ‏                             | 83 نقطة      |              |
| 7                     | Cyril Barthe ‏      | برجس بي إتش ‏                        | 78 نقطة      |              |
| 8                     | ناتنايل بيرهانه    |                                     | 76 نقطة      |              |
| 9                     | Sergey Rostovtsev ‏ | فوزروزديني ‏                         | 64 نقطة      |              |
| 10                    | Antonio Angulo ‏    | برجس بي إتش ‏                        | 62 نقطة      |              |
|                       |                    |                                     |              |              |
| مصدر: ProCyclingStats |                    |                                     |              |              |

### تصنيف الجبال
| تصنيف الجبال          | تصنيف الجبال         | تصنيف الجبال                        | تصنيف الجبال | تصنيف الجبال |
| العداء                | العداء               | الفريق                              | النقاط       |              |
| --------------------- | -------------------- | ----------------------------------- | ------------ | ------------ |
| 1                     | Lennert Teugels ‏     | بنجوال باوليز ساوكس دبليو بي ‏       | 18 نقطة      |              |
| 2                     | Mario Aparicio ‏      | برجس بي إتش ‏                        | 14 نقطة      |              |
| 4                     | عز الدين اجاب        | فريق الجزائر لركوب الدراجات للرجال ‏ | 5 نقطة       |              |
| 5                     | Paul Daumont ‏        | فريق بوركينا فاسو لركوب الدراجات ‏   | 5 نقطة       |              |
| 6                     | Antonio Angulo ‏      | برجس بي إتش ‏                        | 5 نقطة       |              |
| 7                     | Meron Teshome ‏       | إريتريا ‏                            | 4 نقطة       |              |
| 8                     | Ephrem Ghebrehiwet ‏  | إريتريا ‏                            | 3 نقطة       |              |
| 9                     | El Houcaine Sabbahi ‏ | المغرب ‏                             | 3 نقطة       |              |
| 10                    | Moise Mugisha ‏       | رواندا ‏                             | 3 نقطة       |              |
|                       |                      |                                     |              |              |
| مصدر: ProCyclingStats |                      |                                     |              |              |

## تصنيف الفرق

### الفرق حسب الوقت
| تصنيف الفرق حسب الوقت | تصنيف الفرق حسب الوقت         | تصنيف الفرق حسب الوقت | تصنيف الفرق حسب الوقت |
| الفريق                | الفريق                        | الوقت                 |                       |
| --------------------- | ----------------------------- | --------------------- | --------------------- |
| 1                     | TotalEnergies                 | 60 س 58 د 14 ث        |                       |
| 2                     | بنجوال باوليز ساوكس دبليو بي ‏ | + 0 ث                 |                       |
| 3                     | إريتريا ‏                      | + 1 د 10 ث            |                       |
| 4                     | إي أف إديوكيشن - نيبو تيم ‏    | + 1 د 44 ث            |                       |
| 5                     | رواندا ‏                       | + 1 د 58 ث            |                       |
|                       |                               |                       |                       |
| مصدر: ProCyclingStats |                               |                       |                       |

## تصانيف فرعية

### تصنيف أفضل شاب
| تصنيف أفضل شاب        | تصنيف أفضل شاب      | تصنيف أفضل شاب                      | تصنيف أفضل شاب | تصنيف أفضل شاب |
| العداء                | العداء              | الفريق                              | الوقت          |                |
| --------------------- | ------------------- | ----------------------------------- | -------------- | -------------- |
| 1                     | حمزة عماري ‏         | فريق الجزائر لركوب الدراجات للرجال ‏ | 20 س 18 د 45 ث |                |
| 2                     | Clément Alleno ‏     | برجس بي إتش ‏                        | + 26 ث         |                |
| 3                     | هنوك مولوبرهان ‏     | إريتريا ‏                            | + 1 د 21 ث     |                |
| 4                     | Louis Blouwe ‏       | بنجوال باوليز ساوكس دبليو بي ‏       | + 1 د 30 ث     |                |
| 5                     | Ephrem Ghebrehiwet ‏ | إريتريا ‏                            | + 1 د 37 ث     |                |
|                       |                     |                                     |                |                |
| مصدر: ProCyclingStats |                     |                                     |                |                |

## وصلات خارجية
- الموقع الرسمي
- لمحة عن سباق لا تروبيكال أميسا بونغو 2023 على موقع  ProCyclingStats   (برو  سايكلنج  ستاتس) - إحصاءات  محترفي  الدراجات.
- لا تروبيكال أميسا بونغو 2023 على موقع إحصائيات الدراجات الإحترافية (الإنجليزية)